# I tormenti della vampira reclusa
I tormenti della vampira reclusa (ひきこまり吸血姫の悶々?, Hikikomari kyūketsuki no monmon), talvolta nota con il titolo internazionale The Vexations of a Shut-In Vampire Princess, è una serie di light novel scritta da Kotei Kobayashi e illustrata da Riichu. I volumi vengono pubblicati dall'11 gennaio 2020 dalla casa editrice SB Creative sotto l'etichetta GA Bunko.
Un adattamento manga disegnato sempre da Riichu, è stato serializzato dal 25 dicembre 2021 al 25 aprile 2025 sulla rivista Monthly Big Gangan edita da Square Enix. I capitoli sono stati raccolti in 3 volumi tankōbon. Un adattamento anime prodotto da Project No.9 è stato trasmesso dal 7 ottobre al 30 dicembre 2023.

## Trama
La storia si svolge in un mondo fantasy in cui la morte non è permanente. La protagonista è Terakomari Gandesblood, detta Komari, una vampira appartenente alla nobile stirpe dei Gandesblood. In passato, Komari ha cercato di soddisfare le aspettative della sua famiglia, ma a causa dell'incapacità di usare la magia o di bere sangue, ha rinunciato a diventare un generale imperiale come i suoi antenati, diventando invece una reclusa. Un giorno, però, si risveglia e scopre che suo padre l'ha nominata comandante e membro dei Sette Nobili Cremisi, i guerrieri e generali più potenti dell'Impero di Mulnite. La giovane vampira si trova quindi costretta a nascondere la sua mancanza di talento ai soldati che si trovano sotto il suo comando, soprattutto perché questi hanno assassinato i loro precedenti superiori e potrebbero rovesciare il suo potere. Con l'aiuto della sua nuova cameriera, Villhaze, Komari riesce a ingannare la sua unità di soldati, facendo loro credere di essere una spietata signora della guerra determinata a conquistare il mondo. Grazie a una serie di strategie, sempre più persone iniziano ad ammirarla, ma la sua vita viene nuovamente minacciata dall'arrivo di un vampiro proveniente dal suo passato, desideroso di ucciderla per sempre.

## Personaggi
Terakomari Gandesblood (テラコマリ・ガンデスブラッド?, Terakomari Gandesuburaddo)
Doppiata da: Tomori Kusunoki
Villhaze (ヴィルヘイズ?, Viruheizu)
Doppiata da: Sayumi Suzushiro
Karen Helvetius (カレン・エルヴェシアス?, Karen Eruveshiasu)
Doppiata da: Yōko Hikasa
Nelia Cunningham (ネリア・カニンガム?, Neria Kaningamu)
Doppiata da: Fairouz Ai
Karla Amatsu (アマツ・カルラ?, Amatsu Karura)
Doppiata da: Miyuri Shimabukuro
Sakuna Memoir (サクナ・メモワール?, Sakuna Memowāru)
Doppiata da: Manaka Iwami
Millicent Bluenight (ミリセント・ブルーナイト?, Mirisento Burūnaito)
Doppiata da: Sora Amamiya
Melca Tiano (メルカ・ティアーノ?, Meruka Tiāno)
Doppiata da: Reina Ueda
Tio Flat (ティオ・フラット?, Tio Furatto)
Doppiata da: Saku Mizuno
Gertrude (ガートルード?, Gātorūdo)
Doppiata da: Rina Hidaka
Koharu Minenaga (峰永 こはる?, Minenaga Koharu)
Doppiata da: Hina Kino
Chaostel Conte (カオステル・コント?, Kaosuteru Konto)
Doppiato da: Natsuki Hanae
Belius Innu Cerberus (ベリウス・イッヌ・ケルベロ?, Beriusu Innu Kerubero)
Doppiato da: Masaaki Mizunaka
Melakonsi (メラコンシー?, Merakonshī)
Doppiato da: Tasuku Hatanaka
Johan Helders (ヨハン・ヘルダース?, Yohan Herudāsu)
Doppiato da: Yūsuke Kobayashi
Arman Gandesblood (アルマン・ガンデスブラッド?, Aruman Gandesuburaddo)
Doppiato da: Jun Fukushima
Flöte Mascarail (フレーテ・マスカレール?, Furēte Masukarēru)
Doppiata da: Riho Sugiyama
Prohelia Zutazutsky (プロヘリヤ・ズタズタスキー?, Puroheriya Zutazutasukī)
Doppiata da: Aoi Yūki

## Media

### Light novel
La serie, scritta da Kotei Kobayashi e illustrata da Riichu, viene pubblicata dall'11 gennaio 2020 da SB Creative sotto l'etichetta GA Bunko. Al 15 marzo 2024 i volumi totali ammontano a 13.
| Nº | Data di prima pubblicazione | Data di prima pubblicazione | Data di prima pubblicazione |
| Nº | Giapponese                  | Giapponese                  |                             |
| -- | --------------------------- | --------------------------- | --------------------------- |
| 1  | 11 gennaio 2020             | ISBN 978-4-81-560465-3      |                             |
| 2  | 14 maggio 2020              | ISBN 978-4-81-560551-3      |                             |
| 3  | 11 settembre 2020           | ISBN 978-4-81-560743-2      |                             |
| 4  | 14 gennaio 2021             | ISBN 978-4-81-560890-3      |                             |
| 5  | 13 maggio 2021              | ISBN 978-4-81-560985-6      |                             |
| 6  | 14 settembre 2021           | ISBN 978-4-81-561203-0      |                             |
| 7  | 14 gennaio 2022             | ISBN 978-4-81-561378-5      |                             |
| 8  | 13 maggio 2022              | ISBN 978-4-81-561642-7      |                             |
| 9  | 14 ottobre 2022             | ISBN 978-4-81-561643-4      |                             |
| 10 | 14 gennaio 2023             | ISBN 978-4-81-561910-7      |                             |
| 11 | 15 maggio 2023              | ISBN 978-4-81-562137-7      |                             |
| 12 | 14 ottobre 2023             | ISBN 978-4-81-562138-4      |                             |
| 13 | 15 marzo 2024               | ISBN 978-4-81-562139-1      |                             |

### Manga
Un adattamento manga, disegnato da Riichu, già illustratore della light novel, è stato serializzato dal 25 dicembre 2021 al 25 aprile 2025 sulla rivista Big Gangan edita da Square Enix. I capitoli vengono raccolti in volumi tankōbon a partire dal 23 giugno 2022. Al 25 novembre 2023 i volumi totali ammontano a 3.
| Nº | Data di prima pubblicazione | Data di prima pubblicazione | Data di prima pubblicazione |
| Nº | Giapponese                  | Giapponese                  |                             |
| -- | --------------------------- | --------------------------- | --------------------------- |
| 1  | 23 giugno 2022              | ISBN 978-4-75-757986-6      |                             |
| 2  | 25 gennaio 2023             | ISBN 978-4-75-758363-4      |                             |
| 3  | 25 novembre 2023            | ISBN 978-4-75-758919-3      |                             |

### Anime
Un adattamento anime è stato annunciato durante l'evento streaming GA Fes 2023 tenutosi il 5 gennaio 2023. La serie è prodotta da Project No.9, diretta da Tatsuma Minamikawa, sceneggiata da Keiichirō Ōchi, presenta il character design di Tomoyuki Shitaya e la colonna sonora composta da Gō Shiina. L'anime è stato trasmesso dal 7 ottobre al 30 dicembre 2023 su Tokyo MX e altre reti. La sigla d'apertura è Red Liberation cantata dai FripSide mentre quella di chiusura è Nemurenai (眠れない? lett. "Non riesco a dormire") di MIMiNARI feat. Tomori Kusunoki. In Italia i diritti della serie sono stati acquisiti da Yamato Video che l'ha trasmessa in streaming in versione sottotitolata sul canale Anime Generation di Prime Video.

#### Episodi
| Nº | Titolo italiano Giapponese 「Kanji」 - Rōmaji                                                                     | In onda          | In onda |
| Nº | Titolo italiano Giapponese 「Kanji」 - Rōmaji                                                                     | Giapponese       |         |
| 1  | La vampira reclusa esce di casa 「引きこもり吸血鬼、外に出る」 - Hikikomori kyūketsuki, soto ni deru              | 7 ottobre 2023   |         |
| 2  | Una rivolta esplosiva 「下剋上、勃発」 - Gekokujō, boppatsu                                                       | 14 ottobre 2023  |         |
| 3  | L'oscurità della vampira reclusa 「ひきこもり吸血姫の闇」 - Hikikomori kyūketsuki no yami                         | 21 ottobre 2023  |         |
| 4  | Condoglianze scarlatte 「孤紅の恤」 - Kokō no tomurai                                                             | 28 ottobre 2023  |         |
| 5  | Sakuna Memoire e i Sette Nobili Cremisi 「サクナ・メモワールと七紅天たち」 - Sakuna Memowāru to shichiguten-tachi | 4 novembre 2023  |         |
| 6  | Una tavola rotonda di gente eccentrica 「曲者ぞろいの円卓会議」 - Kusemono zoroi no entaku kaigi                  | 11 novembre 2023 |         |
| 7  | Scarlet Stage 「スカーレット・ステージ」 - Sukāretto Sutēji                                                       | 18 novembre 2023 |         |
| 8  | I movimenti degli asterismi 「アステリズムの廻転」 - Asuterizumu no kaiten                                        | 25 novembre 2023 |         |
| 9  | La cerimonia del tè dei signori della guerra 「翦劉茶会」 - Senryū chakai                                         | 9 dicembre 2023  |         |
| 10 | La principessa del Regno di Arka 「アルカ王国のお姫様」 - Aruka okoku no ohimesama                                | 16 dicembre 2023 |         |
| 11 | Un paradiso di sogni infranti 「夢の潰える楽園」 - Yume no tsuieru rakuen                                         | 23 dicembre 2023 |         |
| 12 | Il mondo d'oro 「黄金の世界」 - Ōgon no sekai                                                                     | 30 dicembre 2023 |         |

## Accoglienza
Nell'edizione 2021 della guida annuale alle light novel Kono light novel ga sugoi! di Takarajimasha, la serie di romanzi si è classificata al 17º posto nella categoria delle nuove opere.
Demelza di Anime UK News sono piaciute le illustrazioni dei romanzi, ma ha criticato aspramente la storia e i personaggi. Rebecca Silverman di Anime News Network ha apprezzato a sua volte le illustrazioni e ha trovato che la scrittura fosse "solida", criticando però i personaggi, in particolare Vill e Komari.